# Tanja Brüske
Tanja Brüske (* 25. Juli 1975) ist eine deutsche ehemalige Fußballspielerin.

## Karriere
Brüske bestritt als Mittelfeldspielerin in der Saison 2001/02 zwölf Punktspiele für den Hamburger SV in der Bundesliga und debütierte am 19. August 2001 (1. Spieltag) bei der 0:5-Niederlage im Auswärtsspiel gegen den FFC Brauweiler Pulheim. Mit Platz 11 reichte es jedoch nicht zum Klassenverbleib und ihr Verein stieg in die Regionalliga Nord ab. Im Wettbewerb um den nationalen Vereinspokal erreichte sie mit ihrer Mannschaft das Finale. In dem am 11. Mai 2002 im Olympiastadion Berlin – als Vorspiel zum Männerfinale – vor 20.000 Zuschauern ausgetragenen Spiel, in dem man mit 0:5 dem 1. FFC Frankfurt unterlegen war, wurde sie in der 90. Minute für Tina Hüllen eingewechselt. Zuvor kam sie unter anderem am 11. November 2001 beim spannenden 1:0-Viertelfinalsieg über den FFC Brauweiler Pulheim  zum Einsatz.

## Erfolge
- DFB-Pokal-Finalist 2002